# Пелипенко, Илья Семёнович
Илья Семёнович Пелипенко (1868 — ?) — крестьянин, депутат Государственной думы II созыва от Харьковской губернии.

## Биография

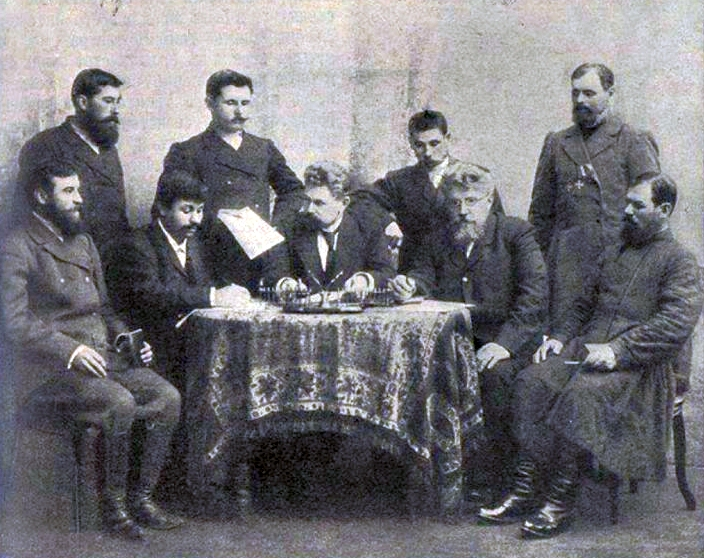
Члены Государственной Думы II созыва от Харкьковской губернии. Сидят: А.С. Лопатин, П.М. Рыбальченко, Н.Н. Познанский, М.К. Попов, Т.Н. Яровой; стоят: И.П. Литвинов, Ф.К. Васютин, И.С. Пелипенко, М.И. Деревянко

По национальности украинец («малоросс»). Крестьянин Сумской волости Сумского уезда Харьковской губернии. Учился в земской школе. Занимался земледелием на собственной земле площадью 1 десятину 10 квадратных сажень. Зарабатывал бурением колодцев в качестве мастера у подрядчика-водопроводчика в городе Сумы. Входил во Всероссийский крестьянский союз. 
7 февраля 1907 года избран в Государственную думу II созыва от общего состава выборщиков Харьковского губернского избирательного собрания.  Вошёл в состав Трудовой группы и фракции Крестьянского союза. 
Дальнейшая судьба и дата смерти неизвестны.

### Архивы
- Российский государственный исторический архив. Фонд 1278. Опись 1 (2-й созыв). Дело 322; Дело 541. Лист 17 оборот.